# Мрежницько Дворище
45°25′ пн. ш. 15°29′ сх. д. / 45.42° пн. ш. 15.48° сх. д.
Мрежницько Дворище (хорв. Mrežničko Dvorište) — населений пункт у Хорватії, у Карловацькій жупанії у складі міста Дуга Реса.

## Населення
Населення за даними перепису 2011 року становило 67 осіб.
Динаміка чисельності населення поселення: